# أرقام الهاتف في السعودية
أرقام الهاتف في المملكة العربية السعودية للثابت تتكون من سبعة أرقام تبتدئ بثلاثة أرقام لمفتاح المنطقة من 011 إلى 017. أما المحمول فيبتدئ بـ 05X.

## الهاتف الثابت
يبتدئ مفتاح السعودية بـ +966. وخطة ترقيم للهاتف الثابت كما يلي:
- 011 XXX XXXX - منطقة الرياض.
- 012 XXX XXXX - منطقة مكة المكرمة.
- 013 XXX XXXX - المنطقة الشرقية.
- 014 XXX XXXX - منطقة تبوك، منطقة المدينة المنورة، منطقة الحدود الشمالية وغيرها.
- 015 XXX XXXX - لم تستخدم إلى الآن.
- 016 XXX XXXX - منطقة القصيم، المجمعة، حائل وغيرها.
- 017 XXX XXXX - نجران، عسير، الباحة، جازان، وغيرها.
- 018 XXX XXXX - جهات خاصة.
- 019 XXX XXXX - لم تستخدم إلى الآن.

## الهاتف المحمول
تغطي شبكة الهاتف المحمول ثلاثة شركات ولكل شركة نطاق من الأرقام:
- 050 XXX XXXX - الاتصالات السعودية.
- 053 XXX XXXX - الاتصالات السعودية.
- 054 XXX XXXX - موبايلي.
- 055 XXX XXXX - الاتصالات السعودية.
- 056 XXX XXXX - موبايلي.
- 057 XXX XXXX - فيرجن.
- 058 XXX XXXX - زين.
- 059 XXX XXXX - زين.

## خدمات الإنترنت
- 360 XXXX - خدمة الإنترنت (هاتفي).
- 366 XXXX - خدمة الإنترنت (هاتفي).
- 08 111 XXXXXX - عذيب.

## الاتصال المجاني والموحد
- 800 XXX XXXX - الرقم المجاني.
- 9200 XXXXX - الرقم الموحد.

## الخدمات والطوارئ
- 900 - مركز خدمة عملاء الهاتف والجوال والإنترنت (الاتصالات السعودية).
- 904 - مركز خدمة العملاء لمشتركين الهاتف الثابت (الاتصالات السعودية).
- 905 - خدمة إستعلامات الدليل الهاتف الثابت (الاتصالات السعودية).
- 906 - الدعم الفني للبرودباند (الاتصالات السعودية).
- 907 - مركز خدمة عملاء الهاتف الثابت (الاتصالات السعودية).
- 909 - مركز خدمة الشركات والقطاعات الحكومية (الاتصالات السعودية).
- 959 - مركز خدمة العملاء للجوال (زين).
- 1100 - مركز خدمة العملاء للجوال (موبايلي).
- 933 - مركز خدمة العملاء لشركة الكهرباء.
- 937 - وزارة الصحة.
- 939 - طوارئ خدمات المياه والصرف الصحي.
- 940 - مركز طوارئ الأمانة.
- 988 - الكوارث الطبيعية والأرصاد الجوية.
- 969 - البرقية الهاتفية.
- 985 - رئاسة الاستخبارات السعودية.
- 989 - الأمن العام.
- 990 - المباحث العامة.
- 992 - الجوازات.
- 993 - الحوادث (المرور).
- 994 - حرس الحدود.
- 995 - مكافحة المخدرات.
- 996 - أمن الطرق.
- 997 - الهلال الأحمر.
- 998 - الدفاع المدني.
- 999 - الأمن العام.
- 911 - (لمنطقة مكة المكرمة والرياض والشرقية) رقم الطوارئ العام – المركز الوطني للعمليات الأمنية بوزارة الداخلية السعودية (الأمن العام، الدفاع المدني، الهلال الأحمر وغيرها).
- 19991 - هيئة الرقابة ومكافحة الفساد.
- 112 - الرقم الموحد للطوارئ.
- 8001241616 - الرقم الموحد لاستقبال بلاغات المستهلك في وزارة التجارة.
- 1900 - بلاغات وزارة التجارة.
- 330330 - هيئة الاتصالات وتقنية المعلومات مركز خدمة الرسائل وتلقي البلاغات ورسائل الاحتيال والنصب برسالة نصية تحتوي على نص الرسالة ورقم المحتال.
- 19992 - البريد السعودي.